# NGC 67

NGC 67

NGC 67 هي مجرة إهليلجية تقع في كوكبة المرأة المسلسلة تم اكتشافها في 7 أكتوبر 1855 من قبل ريجنالد ميتشيل، الذي وصفها بأنها «خافتة للغاية وصغيرة جدا ومستديرة». المجرة تنتمي إلى مجموعة NGC 68، التي تحتوي أيضا على المجرات NGC 68، NGC 69، NGC 70، NGC 71، NGC 72، وربما NGC 74.

## جدل حول موقع المجرة
موقع ميتشل يحدد موضع المجرة المرصودة بين مجرة E3 الإهليجية ومجرة E5 الإهليجية على حافة التجمع المجري، وفسرت المجرتين كأصلية وثانوية. يسرد موقع سكاي ماب دوت أورغ المجرة المستديرة باعتبارها المجرة الرئيسية والمجرة الممدودة بالتسمية PGC 138159، يسرد متصفح الأجسام السماوية البعيدة المجرة الممدودة تحت التعين NGC 67، قاعدة بيانات خارج المجرى ناسا/ديسك يسرد المجرة نفسها بوصفها NGC 67 و NGC 67a. ومع ذلك فإن قاعدة بيانات أجرام NGC لكورتني سيليغمان تجادل بأنه بما أن انحراف موقع NGC 67 مماثل للمجرات الأخرى في المجموعة، فإن المجرة الممدودة هي على الأرجح الجرم المرصود وأن NGC 67a أدرجت كنجم من قبل ميتشل.

## وصلات خارجية
- NGC 67 على موقع ويكي سكاي: DSS2, SDSS, GALEX, IRAS, Hydrogen α, X-Ray, Astrophoto, Sky Map, Articles and images